# Jerusalén, Teopisca
Jerusalén är en ort i Mexiko.   Den ligger i kommunen Teopisca och delstaten Chiapas, i den sydöstra delen av landet, 800 km öster om huvudstaden Mexico City. Jerusalén ligger 1 994 meter över havet och antalet invånare är 452.
Terrängen runt Jerusalén är kuperad åt sydost, men åt nordväst är den bergig. Runt Jerusalén är det ganska tätbefolkat, med 104 invånare per kvadratkilometer. Närmaste större samhälle är Teopisca, 6,6 km sydost om Jerusalén. I omgivningarna runt Jerusalén växer huvudsakligen savannskog.